# ФК Полет Растина
ФК Полет је био фудбалски клуб из Растине, општина Сомбор.

## Историја
Прва фудбалска лопта у Растину донешена је 1932. године када је уједно одиграна и прва фудбалска утакмица против комшија из Гакова (1:1). Први фудбалски клуб у Растини основан је након Другог светског рата 1948. године под именом "Задруга" такмичећи се у најнижем фудбалском нивоу али је после једне године престао да постоји. Шест година касније (1955) такмичарски фудбал ће се поново почети играти у Растини али овога пута под новим именом клуба "Полет" који ће наступити само једну полусезону у II разреду сомборског подсавеза након чега ће бити искључен од стране савеза.
Углавном због беспарице и мањка играчког кадра такмичарски фудбал у Растини је престао да се игра лета 1965. године и та пауза трајала је до 1971. године када се фудбалери из Растине поново укључују од најнижег такмичарског ранга - Међуопштинске лиге Сомбор (МОЛ). Већ наредне сезоне забележен је историјски успех, освајање првог места, бег из најнижег ранга и пласирање у већи. У сезони 1976/77. клуб је као другопласирани изборио пласман у Јединствену лигу Сомборског подручја (4. ранг) и у њему остао наредне четири године да би се као последњепласирани вратио у нижи ранг (МОЛ - 1. ранг). Испадање из петог ранга десило се после сезоне 1988/89. а испадање из шестог након четири године (сезона 1992/93).
Већ наредне сезоне (1993/94) и са новим именом Полет Технокоп осваја прво место у МОЛ - 2. разред а у сеони 1994/95. као другопласирани заједно са екипом Омладинца из Дероња постаје члан Подручне лиге Сомбор.
У конкуренцији 18 клубова сомборског подручја, екипа "Полета" из Растине осовојила је прво место са 84 бода, четири више од другопласираног ПИКа из Пригревице и пласирала се у тада веома јаку Војвођанску лигу Север (4. ранг). Након реорганизације у сезони 2001/02. екипа је успела остати у четвртом  рангу и две године касније као другопласирана, два бода иза првопласиране екипе ФК "Глогоњ" (64) из истоименог места, успела да се пласира у Српску лигу Војводина. У историјској сезони трећег ранга, на крају првенства екипа "Полета" заузела је 12. место са освојених 45 бодова. Након завршетка сезоне екипа "Полета" из Растине престала је да постоји и своје место је уступила екипи Радниког из Сомбора, који ће након пет година паузе, вратити се у републички ранг такмичења.
Након гашења ФК "Полет", први човек клуба, Никола Елез, оснива и покреће од најнижег ранга такмичења нови фудбалски клуб у Растини под именом Солунац.
Годинама уназад, поготово у данима успеха, 99% играчког кадра ФК "Полет" из Растине чинили су играчи са стране.

## Занимљивости
Након престанка постојања и "Солунца" у Растини је јула 2011. године покренут нови фудбалски клуб под именом "Растина 1918" која ће десет година касније, у августу 2021. године, променити име у "Полет".

## Успеси
- Српска лига Војводина
Место: 12 (од 18).
- Прва војвођанска лига (4. ранг)
Другопласирани: 2003/04.
- Подручна лига Сомбор
Освајач: 1997/98.
- МФЛ Сомбор — први разред
Другопласирани: 1976/77.
- МФЛ Сомбор — други разред
Освајач: 1972/73; 1993/94.